# 长花天门冬
长花天门冬（学名：Asparagus longiflorus）是天门冬科天门冬属的植物，为中国的特有植物。分布在中国大陆的山东、青海、山西、河南、甘肃、河北、陕西等地，生长于海拔200米至3,300米的地区，见于林下、山坡以及灌丛中，目前尚未由人工引种栽培。